# Cuarte de Huerva
Cuarte de Huerva è un comune spagnolo di 1 922 abitanti situato nella comunità autonoma dell'Aragona.